# Parco della Rimembranza (Castagnole delle Lanze)
Il Parco della Rimembranza è situato nel centro storico di Castagnole delle Lanze in Provincia di Asti, che viene soprannominato il Paese Alto.

## Descrizione
Il parco è sede di una torre panoramica edificata nella seconda metà del XIX secolo dal conte Paolo Ballada di Saint Robert che se ne serviva come osservatorio astronomico. Come si legge nel Codice Astense, essa sorge dove un tempo si ergeva un maniero distrutto nel 1255 nel corso delle lotte che opposero gli astigiani ed il contado di Loreto.
Tutt'intorno alla torre vi è appunto un'area gestita a verde pubblico, in cui si sviluppa un percorso atto a conoscere le passioni e gli studi del Conte Paolo Ballada di Saint Robert.
Tra le sue tante passioni, vi erano la botanica e la montagna e il parco le racchiude entrambe. Nel parco si possono infatti osservare varie essenze arboree, arbustive ed erbacee di grande valore ornamentale. Vi sono esemplari di Ginkgo biloba (Ginkgo), Cercis siliquastrum (il cosiddetto Albero di Giuda), Acer campestre (o Acero di campo), Tilia cordata (tiglio) e Cedrus deodara (cedro dell'Atlante). Tra le erbacee si annoverano specie vegetali appartenenti ai generi Iris, Liriope, Heuchera e Saxifraga.
Nel 2018 sono stati inaugurati vari pannelli su cui sono illustrate le montagne visibili dal punto panoramico.
Ogni anno, nel periodo natalizio, i soci dell'Associazione del Conte Paolo Ballada di Saint Robert allestiscono un presepe con figure di metallo a grandezza naturale.